# 堀彩乃
堀 彩乃（ほり あやの、1993年5月28日 - ）は、日本女子プロ将棋協会（LPSA）所属の女流棋士。LPSA番号は20。高知県出身。森雞二九段門下。

## 棋歴

### 女流3級になるまで
2008年、14歳で女流育成会に入会。前期は4勝12敗、後期は6勝12敗と振るわずに終了。女流育成会廃止に伴い、2009年に関西研修会にE2クラスから参加して女流3級資格取得条件であるC1クラス昇級を目指すこととなった。研修会の例会には高知から大阪まで深夜バスで往復しており、体力的に厳しかったという。精神面でも課題があり、せっかくの勝ち将棋を逆転されることが多く、なかなか昇級できなかった。
2011年12月、第4回女子アマ王位戦で準優勝。以降、2015年の第8回まで四国大会を勝ち抜き全国大会に毎回出場する。
2012年、第2期女流王座戦のアマ西日本予選大会を勝ち抜き予選に出場。2014年2月、第6回女子アマ王位戦で準優勝。そして、2015年12月、第8回女子アマ王位戦で初優勝。

2016年6月26日に関西研修会でC1昇級し、入会して7年で女流3級の資格を得た。同年7月9日、第10期マイナビ女子オープンチャレンジマッチに出場し、野田澤彩乃らを破って勝ち上がり、予選出場権を得た。8月13日に同予選1回戦で中井広恵に勝つ金星を挙げたものの、予選決勝（2回戦）では上田初美に敗れて本戦出場を逃した。そして、LPSAへの女流棋士資格申請書提出をもって、8月15日付でLPSA所属の女流棋士3級となった。

### 女流2級になるまで
2016年度、女流3級として初めて出場する第28期女流王位戦予選で竹部さゆり、斎田晴子に勝ち予選決勝に進出するが、室谷由紀に予選決勝で敗れ「リーグ入り」を逃し、女流2級への昇級の条件の「女流王位戦リーグ入り（「女流棋士昇段級規定」の女流1級に該当）」を満たすことができず、この時点での女流2級昇級を逸した。2017年3月13日、第39期女流王将戦予選で北尾まどか、大庭美樹、塚田恵梨花に3連勝して本戦入りを果たし、女流2級への昇級の条件の「女流王将戦本戦入り（「女流棋士昇段級規定」の女流1級に該当）」を満たし、同日付で正式な女流棋士（女流2級）となった。

### 女流プロ入り後
2019年10月10日、第31期女流王位戦予選で斎田晴子に勝利し予選決勝進出を果たした。これにより、2019年8月以降の女流1級昇級条件である「女流王位戦予選決勝進出」を満たし、女流1級昇級となった。

## 棋風
居飛車党。
大山康晴の棋譜をよく並べており、受け将棋の棋風である。

## 人物
- 趣味は黒鯛釣り[7]。
- 堀の父は将棋のアマ強豪で、高知市内で将棋教室を開いており[10]、堀は女流棋士になってからも父の将棋教室で講師を務め、主に初級者への指導対局（多面指し）を担当していた[1]。
- 2019年現在は、上京して研究会などに多数参加し、腕を磨いている[11]。
- 研修会時代、地方在住ゆえにプロ棋士の指導を受ける機会が少なかったが、父の将棋教室で多面指しの指導対局を多数こなして実戦不足を補い、棋力を向上させた[10]。
- 同じ高知県出身の島井咲緒里とは、堀が小学生の頃からの付き合い[12]。島井と堀は森雞二・九段門下の姉妹弟子だが、二人の師匠である森も高知県出身である。堀は、研修会時代から島井に世話になっており、それがLPSA加入の決断につながったという[1]。島井は堀を「素直で真面目で将棋にひたむきな女性」と評している[12]。
- 堀の妹2人も将棋を指し、四国の将棋大会に出場している[13]。
- 2023年1月、舌がんの切除手術を行った[14][15]。

## 昇段・昇級履歴
女流育成会・研修会
- 2008年04月00日： 女流育成会に入会
- 2009年04月00日： 関西研修会に編入（E2クラス）

女流棋士
- 2016年08月15日： 女流3級（関西研修会C1クラス昇級）[7]
- 2017年03月13日： 女流2級（女流王将戦本戦入り）[8]
- 2019年10月10日： 女流1級（女流王位戦予選決勝進出）[9]
- 2024年04月01日： 女流初段（年度成績指し分け以上・8勝以上／2023年度16勝11敗、女流通算66勝77敗）[16][17][18]

## 主な成績

### 在籍クラス
| 2021 | 1 | 順位決定トーナメント戦42位 | 順位決定トーナメント戦42位 | 順位決定トーナメント戦42位 | 順位決定トーナメント戦42位 | 順位決定トーナメント戦42位 |     |
| 2022 | 2 |                            |                            |                            |                            | D01                        | 3-5 |
| 2023 | 3 |                            |                            |                            |                            | D17                        | 6-2 |
| 2024 | 4 |                            |                            |                            | C20                        |                            | 4-4 |
| 2025 | 5 |                            |                            |                            | C12                        |                            |     |
| 女流順位戦の 枠表記 は挑戦者。右欄の数字は勝-敗(番勝負/PO含まず)。 順位戦の右数字はクラス内順位 ( x当期降級点 / *累積降級点 / +降級点消去 ) |   |                            |                            |                            |                            |                            |     |

### 年度別成績
| 年度             | 対局数 | 勝数 | 負数 | 勝率   | (出典) | 女流通算成績 | 女流通算成績 | 女流通算成績 | 女流通算成績 | 女流通算成績 |
| ---------------- | ------ | ---- | ---- | ------ | ------ | ------------ | ------------ | ------------ | ------------ | ------------ |
| 2016年度         | 7      | 5    | 2    | 0.7142 | [ 19 ] | 対局数       | 勝数         | 負数         | 勝率         | (出典)       |
| 2017年度         | 10     | 2    | 8    | 0.2000 | [ 20 ] | 17           | 7            | 10           |              |              |
| 2018年度         | 15     | 6    | 9    | 0.4000 | [ 21 ] | 32           | 13           | 19           |              |              |
| 2019年度         | 17     | 8    | 9    | 0.4705 | [ 22 ] | 49           | 21           | 28           |              |              |
| 2020年度         | 14     | 4    | 10   | 0.2857 | [ 23 ] | 63           | 25           | 38           |              |              |
| 2014-2020 (小計) | 63     | 25   | 38   |        |        | 女流通算成績 | 女流通算成績 | 女流通算成績 | 女流通算成績 | 女流通算成績 |
| 年度             | 対局数 | 勝数 | 負数 | 勝率   | (出典) | 対局数       | 勝数         | 負数         | 勝率         | (出典)       |
| 2021年度         | 26     | 12   | 14   | 0.4615 | [ 24 ] | 89           | 37           | 52           | 0.4157       | [ 25 ]       |
| 2022年度         | 27     | 13   | 14   | 0.4814 | [ 26 ] | 116          | 50           | 66           | 0.4310       | [ 27 ]       |
| 2023年度         | 27     | 16   | 11   | 0.5925 | [ 17 ] | 143          | 66           | 77           | 0.4615       | [ 18 ]       |
| 2024年度         | 20     | 7    | 13   | 0.3500 | [ 28 ] | 163          | 73           | 90           | 0.4478       | [ 29 ]       |
| 2021-2024 (小計) | 100    | 48   | 52   |        |        |              |              |              |              |              |
| 通算             | 163    | 73   | 90   | 0.4478 | [ 29 ] |              |              |              |              |              |
| 2024年度まで     |        |      |      |        |        |              |              |              |              |              |